# حقه‌بازان
حقه‌بازان فیلمی به کارگردانی و نویسندگی رضا صفایی محصول سال ۱۳۴۶ است.

## خلاصه داستان
«هما» همسر «فخرالدین» کارخانه دار معروف، قصد دارد که شوهر و نادختریش «رؤیا» را از بین برده وخود صاحب ثروت فراوان آن‌ها شود..

## بازیگران
- فریبا خاتمی
- جواد قائم‌مقامی
- داریوش اسدزاده
- غلامحسین نقشینه
- جمشید مهرداد
- حسین اشراق
- محسن آراسته
- لیلا فروهر
- ایران قادری
- گیسو